# 耶氏南鰍
耶氏南鰍（學名：Schistura yersini）為輻鰭魚綱鯉形目條鰍科南鰍屬的其中一種。分布於亞洲越南Dong Nai及Srepok河流域，體長可達6.5公分，棲息在水流快速、礫石底質河川底層水域，生活習性不明。

## 扩展阅读
維基物種上的相關：耶氏南鰍